# ناحیه گارفیلد، شهرستان فینی، کانزاس
شهرستان گارفیلد، کانزاس (به انگلیسی: Garfield Township, Finney County, Kansas) یک منطقهٔ مسکونی در ایالات متحده آمریکا است که در شهرستان فینی، کانزاس واقع شده‌است.

## خصوصیات
شهرستان گارفیلد ۱٬۱۱۶٫۶۵ کیلومترمربع مساحت و ۳۳۱ نفر جمعیت دارد و ۸۰۰ متر بالاتر از سطح دریا واقع شده‌است.